# Phaonia mediterranea
Phaonia mediterranea este o specie de muște din genul Phaonia, familia Muscidae, descrisă de Willi Hennig în anul 1963. Conform Catalogue of Life specia Phaonia mediterranea nu are subspecii cunoscute.